# Anders Palm (litteraturvetare)

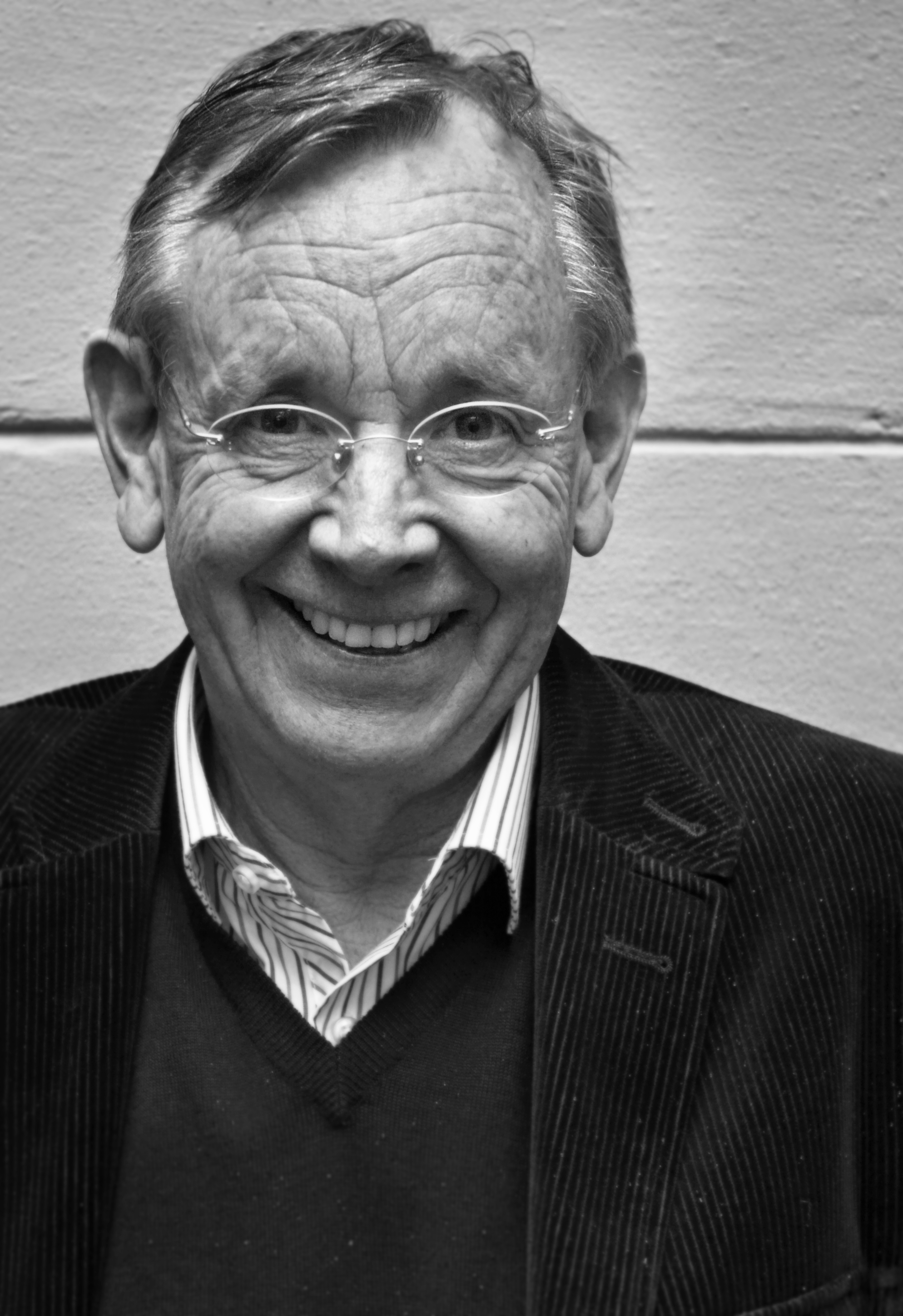
Anders Palm.

Anders Palm, född 6 juli 1942 i Malmö, är en svensk litteraturvetare. Från år 2000 professor i litteraturvetenskap vid Lunds universitet.
Anders Palm utsågs 2011 till hedersdoktor vid medicinska fakulteten på Lunds universitet. Palm är eldsjälen bakom "Medical Humanities", som idag ingår i läkarutbildningen, och innebär att kroppen ses utifrån ett humanioraperspektiv såväl som ett rent medicinskt perspektiv.

## Utmärkelser, ledamotskap och priser
- Ledamot av Vetenskapssocieteten i Lund (LVSL, 1986)[4]
- Doblougska priset 2003[5]